# Luteína

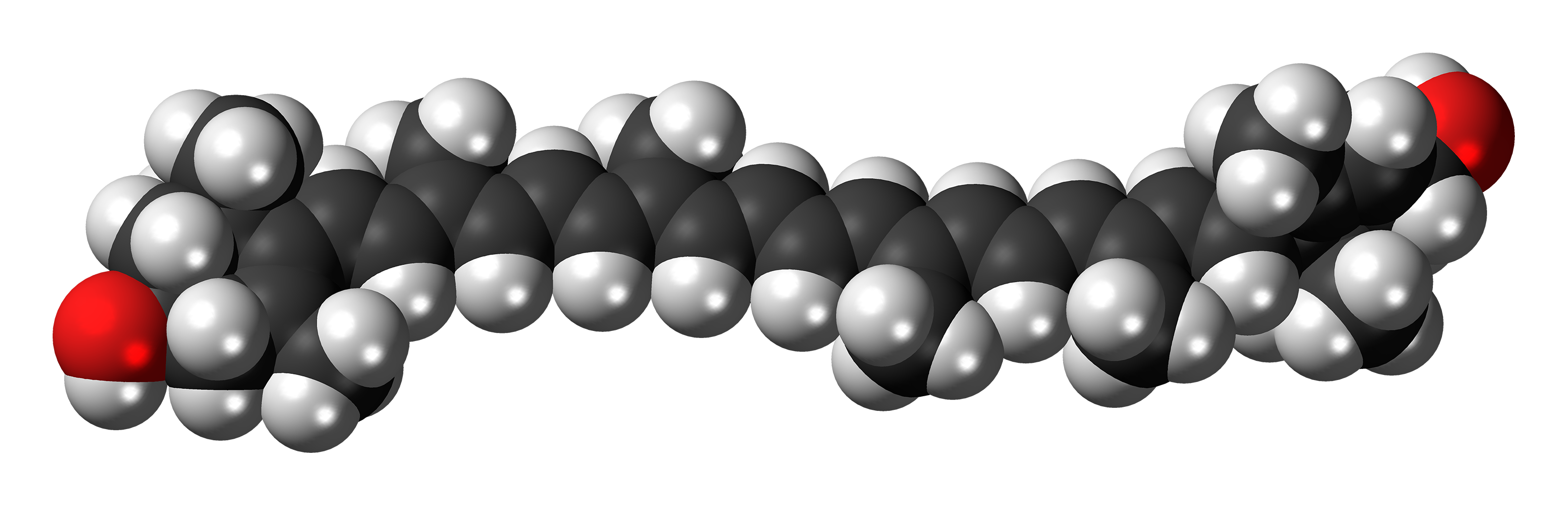
Estructura 3D de la luteína

La luteína es un compuesto químico perteneciente al grupo de las xantófilas. Es un pigmento amarillo encontrado en planta, algas, bacterias fotosintéticas y en la yema del huevo. Se utiliza como aditivo en el tratamiento comercial de los alimentos. El código alimentario asignado por la Unión Europea es E-161b.
Algunas de las fuentes de luteína son pimientos rojos, coles, repollo, lechuga, espinacas, maíz, mostaza, yemas de huevo y los kiwis.

estructura de la luteína.

| Producto                                                         | Luteína/Zeaxantina (mg por cada 100 g) |
| ---------------------------------------------------------------- | -------------------------------------- |
| Col rizada (cruda)                                               | 39,5                                   |
| Col rizada (cocinada)                                            | 18,2                                   |
| Nabo verde                                                       | 12,8                                   |
| Espinaca (cruda)                                                 | 12,2                                   |
| Espinaca (cocinada)                                              | 11,3                                   |
| Acelga (cruda o cocinada)                                        | 11                                     |
| Col forrajera                                                    | 7,7                                    |
| Lechuga romana                                                   | 2,3                                    |
| Zucchini / Zapallito alargado de tronco (tipo de Cucurbita pepo) | 2,1                                    |
| Repollo de Bruselas                                              | 1,6                                    |
| Zanahoria (cocinada)                                             | 0,687                                  |
| Maíz                                                             | 0,642                                  |
| Huevo                                                            | 0,353                                  |
| Palta/Aguacate                                                   | 0,271                                  |
| Zanahoria (cruda)                                                | 0,687                                  |
| Kiwi                                                             | 0,122                                  |

## Propiedades
Debido a que los animales no producen luteína, se incluye dentro de los complementos alimentarios como antioxidante. Junto con la zeaxantina se encuentran en la mácula lútea ocular, sin embargo, estos compuestos no son transformados en retinol. Se le relaciona con la reducción de la degeneración de la mácula ocular, teniendo como efecto una mejor visión y evita la progresión de las cataratas
. También se le considera como un filtro de la piel para la luz de menor longitud de onda (azul y violeta).

## Estructura química
En la estructura que se presenta a continuación, se aprecia que la luteína es un derivado dihidroxilado del α-caroteno* Lutein en PubChem
.
Cada uno de los grupos hidroxilo sustituyentes crean un nuevo carbono quiral, por lo que pueden existir ocho estereoisómeros diferentes de la luteína, siendo el (3R,3'R,6'R) el que ocurre con mayor frecuencia.

## Enlaces
https://web.archive.org/web/20181013153428/https://vitaminasconluteina.com/ 